# Урбанский, Евгений Яковлевич
Евге́ний Я́ковлевич Урба́нский (27 февраля 1932, Москва — 5 ноября 1965, Бухарская область, Узбекская ССР) — советский актёр театра и кино, известный по ролям в кинофильмах «Коммунист» и «Чистое небо». Заслуженный артист РСФСР (1962).

## Биография
Родился в Москве в семье партийного работника. В 1938 году его отца репрессировали и отправили в Коми АССР в лагерь под Воркутой. Мать, как жену врага народа, с двумя сыновьями выслали в Алма-Ату, где Евгений Урбанский прожил до своего четырнадцатилетия. По окончании войны семья смогла переехать в Инту к переведённому в Интлаг отцу, где Евгений Урбанский окончил школу.
В 1952 году поступил на актёрский в Школу-студию МХАТ (курс В. О. Топоркова), по окончании в 1957 году был принят в труппу Московского драмтеатра имени К. С. Станиславского.
В кино дебютировал в главной роли в фильме Юлия Райзмана «Коммунист» (1957), принёсшей ему популярность. По опросу читателей журнала «Советский экран» в 1959 году фильм оказался в числе трёх лучших фильмов года. Люди узнавали его на улице, режиссёры предлагали роли в новых картинах. Роль лётчика Алексея Астахова в фильме «Чистое небо» (1961) стала одной из самых сложных в творческой биографии актёра. С показателем в 41,3 миллиона зрителей картина вошла в сотню лидеров среди отечественных лент за всю историю советского проката.
Член КПСС с 1962 года.

### Смерть
Погиб 5 ноября 1965 года на съёмочной площадке фильма «Директор» (реж. А. Салтыков). В 40 км от Бухары снималась сцена проезда автоколонны по пескам. Машина Зворыкина (героя Урбанского) должна промчаться через барханы, обогнать колонну и возглавить её. Наиболее сложный кадр — прыжок машины с одного из барханов. Съёмками руководил второй режиссёр Николай Москаленко. Во время съёмок четвёртого дубля каскадер, вероятнее всего, не проверил изменённый угол трамплина, который оказался завышенным, и машина перевернулась. От полученных травм Урбанский скончался по пути в больницу.
Приказом председателя Госкино А. В. Романова съёмки картины были тут же прекращены, группа распущена. Только в 1969 году режиссёр А. Салтыков добился разрешения вновь поставить «Директора». В роли Зворыкина снимался Николай Губенко.
23 ноября 2022 года спустя 57 лет руководство «Мосфильма» опубликовало уникальные кадры последних минут жизни Евгения Урбанского. Старая плёнка была чудом найдена в архивах киностудии. На кадрах видно, как в сцене проезда открытого автомобиля по барханам машина на скорости подпрыгнула и перевернулась, в результате чего актёр погиб.

Могила Е. Я. Урбанского на Новодевичьем кладбище

Похоронен в Москве на Новодевичьем кладбище (участок № 6), автор памятника скульптор Николай Никогосян.

### Семья
Отец — Яков Самойлович Урбанский (1904—1958), комсомольский и партийный работник, с февраля 1938 года — заместитель заведующего Отделом пропаганды и агитации ЦК Компартии Казахстана, репрессирован в июле 1938 года, осуждён по статье 58-8 и 58-11 УК РСФСР, отбывал наказание в лагерях. С 1946 года работал на шахте в Инте. Реабилитирован в 1955 году.
Мать — Полина Филипповна Урбанская (1906—1991), телеграфистка.
Первая жена — Ольга Урбанская, педагог, в браке родилась дочь Ольга, которую Урбанский назвал в честь жены.
Вторая жена — Дзидра Ритенберга (1928—2003), актриса; их дочь, Евгения (в браке - Вальдмане), родилась через несколько месяцев после смерти отца.

## Театральные роли
- 1954 — «Дни Турбиных» М. Булгакова — Мышлаевский (ввод в спектакль)
- 1957 — «Вишнёвый сад» А. Чехова — Лопахин
- 1957 — «Ученик дьявола» Дж. Б. Шоу — Ричард Даджен
- 1958 — «Раскрытое окно» Э. Брагинского
- 1959 — «Блудный сын»
- 1959 — «Такая любовь»
- 1960 — «Первый день свободы» Л. Кручковского — Ян
- 1961 — «Современная трагедия»
- 1962 — «Всё только начинается» 3. Ставского
- 1962 — «Сейлемские ведьмы» А. Миллера — Джон Проктор
- 1963 — «Трёхгрошовая опера» Б. Брехта — Пичем
- 1963 — «Палуба» Л. Зорина, режиссёр: М. Карклялис
- 1964 — «Материнское поле» по Ч. Айтматову, режиссёр: Б. А. Львов-Анохин
- 1964 — «Шестое июля» М. Шатрова — Лацис, режиссёр: Б. А. Львов-Анохин
- 1965 — «Энциклопедисты» Л. Зорина, режиссёр: Б. А. Львов-Анохин

## Фильмография
| Год  |     | Название              | Роль                                                    |
| ---- | --- | --------------------- | ------------------------------------------------------- |
| 1957 | ф   | Коммунист             | Василий Губанов                                         |
| 1959 | ф   | Баллада о солдате     | Вася, фронтовик-инвалид                                 |
| 1959 | ф   | Неотправленное письмо | Сергей Степанович, проводник                            |
| 1960 | ф   | Испытательный срок    | Курычёв, начальник УГРО                                 |
| 1961 | ф   | Чистое небо           | лётчик Алексей Астахов, Герой Советского Союза          |
| 1961 | кор | Мальчик и голубь      | рабочий-грузчик                                         |
| 1961 | тсп | Орлиная степь         | Леонид Багрянов                                         |
| 1964 | ф   | Большая руда          | Виктор Пронякин, муж Тамары                             |
| 1964 | ф   | Пядь земли            | капитан Алексей Бабин, командир батальона               |
| 1966 | ф   | Царь и генерал        | полковник Аркадий Павлович, резидент советской разведки |

## Награды и звания
- первый приз за мужскую роль на Всесоюзном кинофестивале в Киеве 1959 года;
- заслуженный артист РСФСР (1962)[4].

## Память
Так ты упал в пустыне, Женька,
как победитель, а не жертва,
и так же вдаль — наискосок
тянулись руки к совершенству —
к недостижимому блаженству,
хватая пальцами песок…
- стихотворение «Памяти Урбанского» (1965), написанное Евгением Евтушенко на смерть актёра[15].
- документальный фильм «Евгений Урбанский» (1968; режиссёр Екатерина Сташевская-Народицкая, в который были включены эпизоды первой версии фильма «Директор»[16];
- телефильм «Как уходили кумиры» (2005);
- «Гори, гори, моя звезда. Евгений Урбанский» (2009);
- фильм из цикла «Острова» на «Культуре» (2011)[17].